# Ronidazol
Ronidazol (Handelsname Ridzol) ist ein Antibiotikum aus der Gruppe Nitroimidazole. In Deutschland ist es zur Behandlung von Brieftauben gegen Gelben Knopf (Befall mit Trichomonas gallinae) zugelassen, die Anwendung bei lebensmittelliefernden Tieren ist verboten. Der Wirkstoff kann auch bei anderen Vögeln zur Bekämpfung von Trichomonaden, Histomonas meleagridis (Schwarzkopfkrankheit) und Giardia intestinalis eingesetzt werden. Darüber hinaus wird der Wirkstoff bei der Tritrichomonose der Katze eingesetzt.
Ronidazol wird nach oraler Aufnahme schnell resorbiert. Die Bioverfügbarkeit liegt bei 95 %. Der Wirkstoff und seine Metaboliten werden vor allem über den Urin ausgeschieden.